# Щутхоф
Щу̀тхоф; (на немски: Zivilgefangenenlager Stutthof, Sonderlager Stutthof, Arbeitserziehungslager Stutthof) е немски нацистки концентрационен лагер, създаден на анексираните терени на свободния град Гданск (на немски: Freie Stadt Danzig), в местността Щутово, на 36 км от Гданск. Функционира от 2 септември 1939 г. до 9 май 1945 г. Това е първият и най-продължително действал лагер от този тип на територия, принадлежаща понастоящем на Полша. Функционира общо 2077 дни. През това време през лагера преминават около 110 хил. затворници от 28 държави. Най-голяма народностна група са евреите, а най-големите групи от отделните държави са съответно: поляци, граждани на Съветския съюз, на Унгария и на Германия. Около 65 000 са загиналите в лагера, като причина за смъртта им са болести, тежък труд, физическо малтретиране и недохранване.
Лагерът Щутхоф е един от основните инструменти за масов геноцид, използвани на територията на Третия райх в окръг Гданск-Западна Прусия (на немски: Reichsgau Danzig-Westpreussen). През юни 1944 г. лагерът е включен в изпълнението на т. нар. „Окончателно решение на еврейския въпрос“ и придобива характер на лагер на смъртта. „Директорът“ на лагера споменава по време не всекидневните си апели, че единственият път към свободата се намира в крематориума. Затворниците в лагера живеят в страшен глад, а в бараките върлуват епидемии, които често водят до смъртта на стотици.
Други названия използвани в кореспонденцията с лагера:
- Zivilgefangenenlager Щутхоф – Лагер за цивилни пленници Щутхоф
- Gefangenen-Sammellager Щутхоф – Сборен пленнически лагер Щутхоф
- Konzentrationslager Щутхоф – Концентрационен лагер Щутхоф
- Gefangenenlager Щутхоф – Пленнически лагер Щутхоф

## Разположение на лагера
За построяването на лагера е избран терен, отдалечен от големите селища, намиращ се между селата Стегна и Щутово. Разположен е в началото на Межея Вишляна, на запад от село Щутово (Щутхоф), край пътя Гданск – Щутово. Павиран път свързва Щутхоф с Нови Двор Гдански (Tiegenhof), а с Гданск го свързва ферибота в Швибно. До селото се стига и с теснолинейка (днес ŻKD), която в Нови Двор Гдански има връзка с нормалните железопътни линии. В Щутхоф има и пристанище, което го свързва с Гданск и Елблонг чрез Висленския залив и каналите.
Теренът е заобиколен с водни басейни от всички страни: на запад е Висла, на юг и изток – Висленски залив и мрежа от канали, на север – Балтийско море. Територията на лагера е обградена отвсякъде с блата и торфища, обрасла с гъста борова гора, която успешно скрива истинския характер на лагера.

## Строеж и разширяване на лагера (2 септември 1939 – 31 декември 1944)
Строежът на лагера започва на 2 септември 1939 г., когато пристига първият транспорт затворници. Преди това там вече са разположени военни палатки, заедно с малка полева кухня, умивалня и клозет. На затворниците е наредено да изсекат дърветата върху терена, да го нивелират и да издигнат два реда ограда от бодлива тел. Тухлите и керемидите, необходими за строежа са докарани от фабриката за тухли, намираща се на около километър от лагера. Транспортирани са с вагоните на теснолинейката.
Работата по разширяване на лагера е тежка и продължителна, като се предвижда лагерът да бъде по-голям от този в Освиенцим. Причината да се предприеме разширяване е липсата на място за драматично нарастващият брой затворници.
В периода от 2 септември 1939 г. до май 1940 г. на повърхност от около 4 хектара са построени 10 бараки, наречени по-късно Стар лагер. Строени са по наколна система. Основите често са замествани от колове с дебелина 1 метър, забивани дълбоко в земята. Тъй като почвата под Стария лагер е нестабилна (60 см под повърхността има подпочвени води), някои от бараките се поставят върху циментови колове. Стените на бараките се обковават с дърво. Линията за високо напрежение е изградена едва през 1942 г., когато в лагера идва многобройна група специалисти електротехници, а новопостроеният лагер трябва да бъде ограден с линия под високо напрежение.
До ноември 1941 г. в Щутхоф се номерират не бараките, а стаите на затворниците, които са с номера от 5 до 37. През ноември е въведена номерация за отделните блокове, която се прави с римски числа; бараките в Стария лагер са обозначени с числата от I до VIII. Лагерът се канализира, строят се тоалетни, умивални и бараки.
В периода 1940 – 1941 г. е построено седалището на SS властите. Пред входа на лагера са издигнати две бараки, които играят ролята на лагерни офиси. На мястото на Старческия дом е издигната сградата на комендатурата. Там се намират лагерните офиси, казино, кухнята за персонала и квартирите на щаба на SS. Затворниците изграждат и зидана постройка за охраната, гараж и къща за коменданта на лагера. Къщата е построена на мястото на лесничейството, съборено през 1942 г., а недалеч от нея се намира лагерният кучкарник за кучетата на SS. Последна е построена сградата на Политотдел (Politische Abteilung), чийто строеж е завършен през 1942 г.
Старият лагер е обграден с висока ограда от бодлива тел. За да бъдат предотвратени бягства от страна на затворниците, покрай оградата са поставени 4 охранителни кули с постове на SS, оборудвани с автоматично оръжие. През нощта те осветяват целия терен с помощта на силни прожектори. В лагера се влиза през главната порта, наречена „Портата на смъртта“, край която също има охранителна кула. Затворническата част на стария лагер е разделена на две части с помощта на телена ограда и врата.
Извън терена на лагера затворниците изграждат свинарник, обор, конюшня и клетка за около 300 ангорски заека. Лагерът притежава и собствена кланица, от която кухнята на SS се снабдява с месо. На терена на лагера се намират: бояджийска работилница, мебелна работилница, дърводелска работилница, ковачница и електротехническа работилница. Дейността им е свързана със създаването на нови обекти както на територията а лагера, така и извън нея.
Първата част от Новия лагер е построена през 1942 – 1943 г. Предвидена е да събере 10 хил. затворници. Най-напред започва строежът на 30 бараки на север от Стария лагер. Построени са в три реда, по десет бараки във всеки ред. Пет бараки от първия ред и пет от втория са предвидени за работилници и са отделени от останалите с ограда под високо електрическо напрежение. В тях се намират следните работилници: кожарска, шивашка, тъкачна, обущарска, сарашка и за ремонт на велосипеди. Те не са номерирани. Останалите бараки, предназначени за затворници, получават номера от I до XX. Барака XI е предвидена за затворническа столова, барака XIV е изолатор, барака XVI за временна кухня и склад за храни. Теренът на новопостроения лагер е ограден с двойна ограда от бодлива тел, като външната ограда е под напрежение 360 V. На територията на женския лагер е изградена пералня.
След изграждането на бараките започва строеж на пътища, канализация и тръбопровод. Построени са две помпени станции: една на север и една на запад от лагера. На изток от лагера е изградено стрелбище, където се проверяват поправените от затворниците карабини. Паралелно със строежа на Новия лагер на запад от Стария лагер се строят и казарми за стражарите. През лятото на 1942 г. в лагера е изпратена пещ за кремиране. Поставена е на източната стена на бараката, служеща за болница.
В периода от 2 септември 1939 г. до края на 1944 г. лагерът непрекъснато се разраства, на 2 септември 1939 г. заема площ от 0,5 хектара, след изграждане на Стария лагер вече е около 12 хектара, а през декември 1944 г. достига 120 хектара.

## Организация и структура на лагера

### Комендант на лагера
Комендантът на лагера използва титлата Lagerkommandant. Той е командващ на целия лагер, като го ръководи с помощта на адютанта си и неговите преки подчинени. На коменданта е подчинен целият персонал на лагера и всички затворници, той представлява командването и извън рамките на лагера. Подчинен е на инспектора на концентрационните лагери. Подписва излизащата от лагера кореспонденция, в това число тайна и поверителна. В случай на служебно пътуване или отпуск по-дълъг от 24 часа, комендантът, след предварително съгласие на инспектора по лагерите, упълномощава друг офицер да го замества. Комендантът няма постоянен заместник.
Коменданти на лагера са:
- SS-хаупщурмфюреф Макс Паули (2 септември 1939 – 31 август 1942). След като Щутхоф е приет от Инспектората, длъжността комендант е поверена на дотогавашния шеф на лагера,
- SS-щурмбанфюрер Макс Паул. Той остава на тази длъжност до 31 август 1942 г., когато е преместен на длъжност комендант на концентрационния лагер Нойенгаме край Хамбург, който ръководи до 1945 г.
- SS-щурмбанфюрер Пол Вернер Хоппе (септември 1942 – май 1945). Смятан е за опитен офицер, тъй като от 1937 до 1941 г,. е член на екипа на концентрационния лагер Дахау.

Длъжността комендант на Щутхоф изпълнява до май 1945 г., макар че на 4 април същата година той и по-голямата част на лагерния персонал заминават по море за концлагера в Равенсбрюк. В Щутхоф остава командирът на 3 охранителен отряд SS-хаупщурмфюрер Паул Иле, заедно с част от персонала. Задачата му е да евакуира затворниците, които все още се намират в лагера.

### Подразделение I – Комендатура
Подразделение I се състои от няколко организационни единици и играе ролята на щаб на коменданта на лагера. Подразделението ръководи адютантът. Той ръководи и канцеларията на коменданта на лагера в Щутхоф. През ръцете му минава цялата входяща и изходяща кореспонденция на лагера, упълномощен е да подписва много от писмата от името на коменданта. Ежедневно приема доклади за събитията в лагера, грижи се за изпълнението на заповедите и командите. На адютанта е подчинен целия персонал на I и VI подразделение.
Адютанти в Щутхоф са:
- SS-оберщурмфюрер Ерих Мюлер (от януари 1942 до 14 декември1943)
- SS-унтерщурмфюрер Валтер Унгер (от 15 декември 1943 до 15 юни 1944)
- SS-оберщурмфюрер Йозеф Щал (от 15 юни 1944 до 4 април 1945)

В подразделението влизат следните организационни единици:

#### Служба за сигурност
Отговаря за сигурността на лагера, за реда, за охраната на складовете и работилниците. Контролира също военните от SS по време на изпълнение на служебните им задължения в лагера, конвоира затворниците, докато работят. На 27 октомври 1944 г. е създадено ново подразделение с наименование: Подразделение IA на Офицерския щаб (Abteilung I A Führer Bem Stabe), ръководено от изпратения от Берлин SS-хаупщурмфюрер Кинне – пълномощник на Абвер за Концентрационен лагер Щутхоф (Abwehrbeaufragte für KL Щутхоф).

#### Осигуряване на връзки
Тази единица осигурява връзката между властите на лагера с външните власти, като използва за тази цел радиопредаватели, телеграф, телефон и писма. Обслужва също и връзките извън лагера. В това подразделение – с изключение на лагерната поща – не се назначават затворници. Лагерната поща, ръководена от SS-оберщурмфюрер Артур Плато, се занимава с приемането, разпределянето и разпращането на цялата входяща и изходяща кореспонденция, както на властите на лагера, така и на затворниците. Плато е и главният цензор на писмата, изпращани от затворниците.

#### Транспортна служба
Осигурява нуждите на лагера от транспорт. Лагерът притежава пътнически и товарни автомобили, както и мотоциклети. Шофьорите са от SS, а в гаражите работят затворници.

#### Персонален отдел на SS
Занимава се с всички персонални въпроси на екипа на SS в лагера.

#### Склад за оръжие
В него се съхранява оръжието и мунициите за нуждите на персонала на лагера. Прави се списък на оръжието, следи се за поддръжката му и се извършват някои дребни ремонти.

#### SS съд
Това е почетен съд, който разглежда дребни нарушения на реда от страна на членовете на SS персонала на лагера. По-сериозните нарушения се изпращат на SS съда в Гданск. Съдии в Щутхоф са офицери от персонала на лагера. Документацията се води от SS-оберщурмфюрер Алфонс Гласс.

#### Лавки
В Щутхоф има две лавки: една за персонала, където есесовците могат да си купуват стоки срещу пари, а втората за затворниците, които могат да разменят раздадените им купони за хартия за писма, пощенски марки, тоалетни принадлежности и малобройни хранителни продукти. Купоните се издават срещу парични сметки на затворниците. Те се създават от парите, иззети от затворниците при приемането им в лагера и от пари, които им изпращат от вкъщи. Друг източник на купони са работилниците, където затворниците ги получават при изпълнение на нормата. Началник на лавките през целия период на съществуване на лагера е SS-оберщурмфюрер Рихард Аколт.

## Подразделение II – Политотдел (Politische Abteilung)
Политотдел се ръководи от щатен сътрудник на Гестапо, командирован от Гданск. Освен директивите от Гданск, той получава разпореждания и от прекия си началник – коменданта на лагера и от политотговорника в Инспектората на концентрационните лагери, обозначен като DIa. Началникът на отдела разпитва пристигащите в лагера затворници и присъства на разпитите, водени от представители на Гестапо Гданск.
В този отдел попадат списъците на затворниците, пристигащи с транспортите заедно, както и документите, нареждащи да бъдат изпратени там. Въз основа на тези документи се съставят персонални досиета. В този отдел се съставят и списъците на затворниците, преместени в други лагери. За смърт на затворник се уведомява съответния отдел на Гестапо или на Главно управление за имперска сигурност, изпратило затворника в лагера, както и семейството на затворника, но само в случаите, в които то живее на територията на Третия райх. Имената на умрелите затворници се съобщават и в Службата по гражданско състояние в село Щутово. В състава на подразделението влиза и разпознавателна група (Erkennungsdienst), която води досиетата на затворниците и им прави снимки в случай на нужда. За разлика от другите концлагери тук снимките в досиетата не са задължителни и се правят само, ако службата изпратила затворника в лагера, поиска това. Досиетата обаче съдържат пръстов отпечатък на затворника.
Началници на Политотдела в Щутхоф:
- SS-щурмсхарфюрер и криминален секретар Фишер – (заема длъжността от неизвестна дата) по документи от 26 септември до 6 ноември 1942 г.
- SS-щурмсхарфюрер и криминален секретар Фридрих Малщад – в документацията се появява за пръв път на 18 февруари 1943 г., изпълнява длъжността до 8 май 1944 г.
- SS-хауптшарфюрер и криминален секретар Бруно Барк – от 8 май до 5 юни 1944 г.
- SS-унтерщурмфюрер и криминален секретар Ерих Тум – от 6 юни 1944 г. до 4 април 1945 г.

### Подразделение III – Лагер (Schutzhaftlager)
Командващият това подразделение има чин I Schutzhaftlagerführer, а неговият заместник II Schutzhaftlagerführer. Те отговарят за настаняването на затворниците, назначаването им на работа, надзирават изпълнението на наказанията и на смъртните присъди. Негов пряк подчинен е Рапортфюрерът (Rapportführer), който с помощта на затворниците два пъти дневно прави доклади за броя на обитателите на лагера. Също два пъти дневно – сутрин и вечер, провежда апели, на които се проверява броят на затворниците и се сравнява описания в документацията. Рапортфюрерът има помощници – блокфюрери (Blockführer) и SS-надзорници (Aufseherinnen), които надзирават жените в лагера. Жените, пребиваващи в бараките в Стария лагер са надзиравани от жена надзирател от SS, изпратена от лагера в Равенсбрюк. Най-известните надзирателки са Анна Копп, Хилдегарда Зеглер, Херте Боте, холандката Риа Йорник.
- Германски лагер (Germanenlager). Този лагер е пряко подчинен на Теодор Майер. Построен е още през 1943 г. край фабриката за тухли, като е бил предназначен за наказателен лагер на SS. След като в Щутхоф пристигат норвежки полицаи, отказали сътрудничество с прохитлеристкото правителство на Видкун Куислинг, лагерът е предназначен за тях. Поставяйки норвежките затворници при по-добри условия от останалите затворници и спестявайки им ежедневните трудови задължения, хитлеристките власти разчитат, че ще ги накарат да им сътрудничат. Предлагат им и служба на пазачи в лагера Щутхоф, но никой от тях не се съгласява. От 9 януари 1944 г. в лагера пребивават 265 норвежки полицаи, към които на 13 януари са присъединени още 17. Лагерът съществува до 27 януари 1945 г., когато част от затворниците са преместени в Новия лагер, а друга част в трудовия лагер в Микошево.
- Специален лагер (Sonderlager). Лагерът е построен само за един месец, през юли 1944 г. Започва да функционира през август същата година. Предназначен е за специални затворници, изолирани от останалите. Ликвидиран е в края на януари 1945 г., а затворниците от него са евакуирани в концлагерите в Бухенвалд и Маутхаузен-Гузен.

Част от персонала на лагера са:
- I Schutzhaftlagerführer – SS-хаупщурмфюреф Теодор Майер – от 30 май 1942 до 4 април 1945
- II Schutzhaftlagerführer – SS-оберщурмфюрер Алфред Дремел – от 31 май 1942 до пролетта на 1943
- SS-хаупщурмфюреф Ернест Сет – от 3 юли 1944 до 4 април 1945
- I Рапортфюрер – SS-унтерщурмфюрер Леополд Ванигер – от януари 1942 до 28 декември 1942
- SS-оберщурмфюрер Ото Кайзер – от 28 декември 1942 до 2 февруари 1943
- SS-оберщурмфюрер Арно Хемниц – от 2 февруари 1943 до 4 април 1945
- II Рапортфюрер – SS-оберщурмфюрер Арно Хемниц – от 16 декември 1942 до февруари 1943
- Купфер (от Вермахт) до средата на 1944
- Бюро за назначаване на работа III a. Бюрото разпределя работата на затворниците (Arbeitseinsatz). Занимава се с водене на картотека на затворниците според техните професии, като въз основа на нея затворниците са разпределяни в отделните отряди и се трудят според нуждите на лагерните власти, работилниците, командването на SS или някои частни фирми. Често се случва да бъдат разпределени на работа, която не е свързана с професията им. Шефът на Бюрото отговаря за това затворниците да бъдат максимално натоварвани, както и за производителността на труда им.

Бюрото е ръководено от:
- SS-оберщурмфюрер Алфред Дитман – от януари до 31 май 1942
- SS-оберщурмфюрер Ханс Брунет – от 31 октомври 1942 до края на юни, началото на юли 1943
- SS-унтерщурмфюрер Ханц Сингл от края на юни, началото на юли 1943 до 4 април 1945.

#### Поздразделение IV – Административно-стопанско (Verwaltung)
В състава му влизат следните организационни единици:
- Kasse – ръководи счетоводството на лагера и изплаща заплатите.
- Verpflegung – снабдява лагера с храна, както затворниците, така и персонала, отговаря за кухнята
- Unterkunftverwaltung – снабдява, складира и предоставяне на униформи и обувки за персонала от SS.
- Häftlingsbekleidung – снабдява затворниците с дрехи, обувки инструменти за работа.
- Häftlingseigentum – съхранява депозитите на затворниците, води картотека на паричните депозити, складира ценностите, иззети от затворниците и ги предава в Берлин.

На командващия подразделението са подчинени също така: обущарската и шивашката работилница, работещи за нуждите на лагера, фризьорът, градинарят и инженерът, който отговаря за техническото състояния на всички съоръжения в лагера.
Командващи Административно-стопанското подразделение:
- SS-оберщурмфюрер Енгелбрехт фон Боним (януари 1942 – 31 октомври1943)
- SS-хаупщурмфюреф Вилхелм Вогел (1 ноември 1943 – 30 май 1944)
- SS-хаупщурмфюреф Енгелбрехт фон Боним (30 май 1944 – 4 април 1945)

#### Подразделение V – Лагерен лекар (Lagerarzt)
Командващ Подразделение V е главният лекар на лагера. Организационно той е подчинен на коменданта на лагера, а финансово на Санитарния отдел на Инспекторат D III, откъдето получава лекарства и инструменти, както и заповеди относно санитарната дейност в лагера. Според запазената документация именно от Инспектората главният лекар на лагера е получавал разрешение в газовите камери да бъдат убивани старите и болни затворници.
Главният лекар отговаря също за санитарното състояние на лагера и за здравето на персонала от SS. Случва се също да приема болни затворници, да лекува и оперира, да прави визитации в затворническата болница, да прави подбор като изпраща слабите и болните в газовите камери. Присъства на всички екзекуции, извършени на територията на Щутхоф. Най-често той подписва и смъртните актове на затворниците.
Главни лекари в Щутхоф:
- д-р Ото (1 ноемвври 1941 – 30 април 1942)
- SS-хаупщурмфюреф д-р Ото Хайдл (28 април 1942 – 4 април 1945)

Лагерният лекар отговаря и за въпросите, свързани с погребването на мъртвите затворници. До септември 1942 г. телата са погребвани в масови гробове на гробището Заспа в Гданск. От септември 1942 г. са изгаряни в лагерните крематориуми, ръководени от SS-унтерщурмфюрер Ханс Рах. Пещите на крематориумите се обслужват от затворници.
Газовата камера в Щутхоф започва да действа в края на юни-началото на юли 1944 г. С помощта на газ Циклон B там са умъртвени около 4000 затворници, основно болни и слаби евреи. Лагерният лекар решава кой да бъде изпратен на смърт в газовата камера. Там са екзекутирани и група затворници, които немският съд е осъдил на смърт. Циклон B е пускан през специален отвор в тавана, като най-често това е задача на SS-унтерщурмфюрер Ото Кнот, санитар от лагерната болница, специално обучен за това по време на пребиваването си в Майданек.
В състава на V подразделение влизат също: аптеката, болницата за персонала от SS, крематориумът, газовата камера и болницата за затворници.
- Болница за SS (Truppenrevier)Състои се от приемно отделение, амбулатория и зала за болни; от 1943 г. се помещава в казармите. За болницата се грижат всички SS лекари, пребивавали в Щутхоф. Болницата се обслужва от есесовски санитари и един затворник, назначен да им помага.
- Зъболекарски кабинет (Zahnstation). Създаден е на 15 ноември 1941 г. когато в Щутхоф пристига първият зъболекар. Неговите задачи са да се грижи за персонала от SS и за затворниците, като грижата за последните се изразява в изваждане на болните зъби. Лагерният зъболекар води картотека на есесовците и затворниците със златни зъби. В случай, че някой от тях умре, зъбите се изваждат, претопяват и изпращат в склада на Подразделение IV.
- Болница за затворници мъже (Krankenbau). Наричана е: Krankenbau, Häftlingskrankenbau, Häftlingsrevier. Намира се в Стария лагер и се състои от: приемно отделение, амбулатория, операционна зала и същинска болница, разделена на отделения: вътрешно, хирургично, инфекциозно, туберкулозно. Някои от болните биват убивани от SS персонала с инжекции в сърцето или чрез удавяне във ваната на болничната баня. Всички служители в болницата са подчинени на нейния административен директор, длъжност, изпълнявана от декември 1939 до 7 август 1944 от SS-Хауптшарфюрер Ото Хауст, а от 11 юли 1944 г. до 1945 SS-унтерщурмфюрер Готлиб Шмит.
- Приемна за болни за жени (Krankenstube). Тя е филиал на централната болница и се намира в помещенията на женския блок (блок I) в Стария лагер. От есента на 1944 г., функционира втора приемна за жени, намираща се в блок 25 на Новия лагер.
- Еврейска болница за затворници (Judenkrankenabau). Затворниците го наричат кратко Stinksaal или „довършителницата“. Намира се в блок 30 и има собствен медицински персонал, главно от затворнички еврейки.

### Подразделение VI – Обучение (Schulung)
Неговата роля е най-малка. Ръководи го адютантът на лагера. Подразделението се занимава с професионално и политическо обучение на SS персонала, главно с образованието на пазачите, сред които има много неграмотни. Организира и културно-просветителски събития.

### Пазачите (SS-Totenkopfsturmbann)
Основната им задача е да пазят затворниците в лагера, а също докато работят и по пътя до работните им места. Членовете на тази част от персонала изпълняват службата си на патрулните кули, край вратите, около оградата и в мрежа от вътрешни постове (Postenkette). От 1942 г. включват в работата си и кучета. Въоръжени са с автоматични пистолети и карабини.
Подразделението на пазачите се нарича SS-Totenkopfsturmbann концлагер Щутхоф и до края на юни 1944 г. се дели на 3 роти, чиито командири са пряко подчинени на коменданта на лагера. Всяка рота наброява по 145 – 150 есесовци с различни чинове и се дели на 3 взвода (Zug), а всеки от тях на 3 отделения (Gruppe).

### Стопански обекти (SS-Wirtschaftsbetriebe)
- Deutsche Ausrüstungswerke (DAW) – немските военни заводи създават в Щутхоф свой филиал на 1 януари 1942 г.
- SS-Bauleitung Щутхоф – задачата им е да разширят лагера, за да може да събере 25 хил. затворници
- Gut Werdershof – стопанство от 360 акра, в което затворниците работят на полето, в конюшните, в свинарниците и оборите. Част от продуктите отиват за нуждите на лагера.[2]

## Регистриране и начин за означаване на затворниците
Затворниците са вписвани в регистрационни книги като се започва от първи номер. Тези книги, наричани Einlieferungsbuch, продължават да се водят до 25 януари 1945 г. Новопристигналите се завеждат в картотека, в която се вписват личните им данни, датата и причината да бъдат изпратени в лагера, както и информация, свързана с промяна на местопребиваването на затворника, напр. преместване или пребиваване в болница.
Регистрацията на затворниците от Щутхоф започва от номер 6600. Номерата преди това получават затворниците в подлагерите в Гранична Веш (Zivilgefangenenlager Grenzdorf) и Гданск-Мачкови, а след това тези от Нови Порт. Арестуваните в Гдиня са означени с номера от 2000 до 5000. В книгите се вписва категорията на затворника: политически, полицейски, криминално проявен, асоциален, евреин, изследвач на Светото писание (свидетел на Йехова) и др. Тези означения са въведени за първи път на 24 април 1942 г., а от 7 май същата година се използват печати за означаване на съответната категория. В архива на лагера е запазено писмо на Подразделение IV от 6 февруари 1942 г. относно снабдяването на лагера с плат, необходим за изработването на означения на работниците. От пролетта на 1940 г. на работниците се издават номера, изписани върху картон с размери 5×5 см, и те са длъжни да ги носят със себе си. До 1942 г. затворниците не са задължени да си пришиват номерата на дрехите.
От 1942 г. формата за означаване се променя. Тогава номерът започва да се отпечатва на парче бяло платно. Пред номера се отпечатва триъгълник (винкел), чийто цвят означава категорията на затворника. Всички затворници са задължени да пришият тези номера от лявата страна на дрехите си (мъжете – върху горнището и от лявата страна на крачола).

## Условията на живот в лагера

### Битови и санитарно-хигиенни условия
Условията на живот в лагера са тежки още от самото начало. Типичният морски климат с чести валежи и вятър, както и спадането на температурите до -20 градуса по Целзий увеличава заболеваемостта.
Жилищните бараки се строят върху мокър терен и през зимата температурите в тях почти не се различават от тези навън. Бараките са поделени на стаи с площ от около 50 м². Затворниците спят на пода, покрит с тънък слой слама, като под заплаха, че ще бъдат бити с камшик, им се забранява да се завиват. Забранено е също да се палят печки. Пробитите покриви още повече влошават и без това тежката ситуация в бараките. Сутрин затворниците се събуждат измръзнали, а тези които спят до стената са застрашени от смърт заради ниските температури.
В лагера има само един клозет – дупка, върху която са поставени дъски. Там е позволено да се ходи само по точно определен път. Чистят го свещеници и евреи – най-зле третираните затворници в лагера. Тъй като липсват вода, сапун, кърпи и тоалетна хартия, затворниците постоянно ходят мръсни и пълни с въшки. Принудени са да работят и да спят в дрехите, с които са ги докарали в лагера.

### Облекло
В периода 1939 – 1941 г. на новопристигналите в лагера Щутхоф не се дават никакви дрехи. През този период те ходят с дрехите, с които са арестувани. Нямат възможност да си перат дрехите и бельото, нито да ги сменят. Намокрените от дъжд и сняг дрехи съхнат върху затворниците. Част от тях остават без обувки през зимата. Властите на лагера не могат да им осигурят обувки, затова позволяват на лекаря да издава специални свидетелства, които освобождават от работа. Едва през есента на 1940 г. затворниците могат да сменят напълно износените си и скъсани дрехи с такива, които все още могат да бъдат носени. Раздават се дрехите на умрелите и част от военните запаси.
В периодите на епидемии от заразни болести дрехите на затворниците се дезинфекцират. В периода 1942 – 1943 г., т.е. допреди изграждането на газовите камери (в средата на 1943 г.), вещите на затворниците се карат в Нови порт за да бъдат почистени от въшки. Макар че през втората половина на 1944 г. на терена на Новия лагер е построена камера за дезинфекция (дрехите дезинфекцира Ото Кнот с помощта на циклон B), част от дрехите продължават да се изпращат в Нови Порт.
Дрехите на затворниците се променят след като Щутхоф сменя статуса си и се превръща в концентрационен лагер. През 1942 г. е създаден отдел за затворнически дрехи (Häftlingsbekleidung), който се занимава със снабдяването с дрехи, обувки и инструменти за работа. Концентрационен лагер Щутхоф изпраща поръчките до централата, която играе ролята на дистрибутор и изпраща дрехи и обувки до отделните концентрационни лагери. Затворнически дрехи се шият и в работилниците на концентрационните лагери в Равенсбрюк и Заксенхаузен, а обувки в Щутхоф, Дахау, Аушвиц и др. Дървено сабо се произвежда и във фабриката за обувки в Злин (Чехия), в частната фирма Хессе Нюман в Хамбург, във фирма Бромберг и др. В Щутхоф има работилница, която произвежда затворнически дрехи за нуждите на самия лагер.
Когато през 1942 г. в лагера пристига първата пратка с раирани затворнически униформи, най-напред започват да ги носят работниците в шивашките работилници. Постепенно се въвеждат и за останалите затворници. В периода 1942 – 1945 г. на новите затворници се раздават раирани униформи или цивилни дрехи в специални опаковки. На гърба на горнището и отстрани на панталоните с червена боя е изрисуван кръст. Бити и бутани от есесовците, затворниците не могат да изберат дрехи със своя размер, нито бельо, което да е относително здраво и чисто. Мъжете получават бельо, панталони, горнище, чорапи или партенки, барета и дървено сабо. Подобен комплект се дава и на жените. От 1943 г. затворниците не получават допълнителни дрехи за зимата.
Най-големите затруднения в снабдяването с дрехи и обувки започват през 1944 г. и продължават до края на съществуването на лагера. Затворниците от външните отряди носят раирани униформи, а останалите – цивилни дрехи. Особено мъчително е носенето на сабо, което често пада от краката, предизвиква отоци, рани, възпаления и измръзване на краката.
Между отделните групи затворници в лагера съществуват значителни различия. Някои от тях ходят с добре скроени дрехи от висококачествени платове и с кожени обувки. Благодарение на колетите, получавани от къщи, някои от затворниците си осигуряват топли пуловери, чорапи, ръкавици и шапки. Най-зле облечени са еврейските затворнички. В най-добра ситуация се намират норвежците, които получават топли дрехи и обувки от Международния Червен кръст.

### Храна
Лагерната кухня и склада с провизии се ръководят от SS-оберщурмфюрер Ерих Кушел. На 1 август 1940 г. за пръв път е определен дневен порцион за затворниците, който по-късно е променян три пъти: на 15 май 1942, 28 април 1944 и 1 март 1945. В периода 1940 – 1942 г. на затворник се падат по около 1700 – 1800 калории, в периода 1942 – 1944 г. по 1500, а през 1945 г. по 1275.
Определената дневна дажба се раздава три пъти на ден и се състои от основни хранителни продукти като: хляб, маргарин, мармалад, растително кафе, захар, мас, картофи, зеленчуци и овесени ядки. През 1944 г. в менюто е включено мляко – четвърт литър веднъж в седмицата, месо и сирене – два пъти в седмицата. На работниците, които извършват тежък физически труд, се дава допълнителна дажба от малко количество хляб, маргарин и месо.
На практика обаче дажбата, която получават затворниците, никога не съвпада с предвидения порцион. Затворниците не получават мляко, месо, захар за кафето или подправки за супата, а останалите продукти се раздават в количества много по-малки от предвиденото. Храната за затворниците се приготвя от продукти с много ниско качество, което допълнително намалява калорийните ѝ стойности. Затворниците получават стар хляб, приготвен от брашно с най-лошо качество и заместител на кафе без захар. Единственото добро качество на млякото в количество ½ литър дневно е, че е топло. Храната, раздавана в малки количества и с лошо качество, не осигурява на затворниците необходимата им за работа енергия. Работещите тежък физически труд мъже имат нужда от около 4000 kcal на денонощие, а жените от 3200 kcal, за неработещите юноши на възраст между 16 и 20 години нормите са 3700 kcal за момчетата и 2700 kcal за момичетата. В действителност затворниците в Щутхоф получават около 1000 до 1300 kcal на денонощие.
Затворниците от еврейски произход получават още по-малък дневен порцион (около 150 – 200 г. хляб, 10 г. мармалад или 20 г. маргарин, по половин кафе сутрин и вечер, за обяд 3/4 л супа), чиято енергийна стойност не надвишава 1000 kcal. Затворниците, които получават колети (поляци, норвежци, датчани), се стараят да им помогнат колкото могат.
Затворниците се хранят в блоковете, като се изключи първоначалният период от съществуването на лагера, когато обядът се раздава в кухнята и се яде на крак на двора. В бараките в Новия лагер има столови, в лагера за жени еврейки храната се раздава пред блоковете. Яде се от всякакви съдове, дори от консервни кутии, но дори и така не достигат за всички, затова затворниците са принудени да ядат бързо и да си разменят наличните съдове. Лъжицата се смята за луксозен предмет. Хлябът е най-ценната част от храната, макар да се произвежда от най-лошокачественото брашно, в което се добавят трици. За да бъде поделен справедливо, някои затворници изработват примитивни везни, на които се тегли всяка порция хляб. В лагера сериозен проблем е и утоляването на жаждата. Извън официално обявените порции кафе и супа, затворниците на практика нямат възможност да получат каквито и да било напитки. За тези, които имат парични сметки, е възможно да получат вода в лагерната лавка. Останалите рискуват да получат стомашно разстройство, пиейки вода от крановете, а през зимата топят сняг, за да утолят жаждата си. През лятото на 1944 г., когато лагерът не може да побере всички затворници в бараките, властите спират водата към еврейската част. Жените са принудени да пият собствената си урина.
Недостигът на храна води до заболявания. Ако затворникът не получи помощ или не намери начин да си осигури допълнително количество храна, след няколко месеца умира. Някои от болните се опитват да се спасят като търсят храна на всички възможни места – промъкват се да крадат от паничките на офицерските кучета, ровят в отпадъците, търсят корени, гъби, растения. Не са редки случаите на отравяне след изяждане на непознати растения.
Според някои данни гладът в Щутхоф е предизвиквал дори спорадични прояви на канибализъм.

## Евакуация

### Евакуация по суша
Планът за евакуация на Щутхоф е разработен през есента на 1944 г. На 12 януари 1945 г. започва зимната офанзива на Съветската армия. Съветските войски напредват с голяма бързина и това принуждава немските власти да започнат спешна евакуация. На 23 – 24 януари съветските войски приближават Елблонг и Малборг. От Щутхоф ги делят само 40 – 50 км. Заповедта за евакуация на затворниците е дадена от коменданта на лагера Паул Вернер Хоппе. Това е заповед Einsatzbefehl nr 3, от 5:00 часа на дата 25 януари 1945 г., в която се нарежда евакуацията да започне още в 6:00 часа на същия ден.
Предвижда се ескортът на всяка от колоните мъже да включва командир подофицер от SS и 40 войници, въоръжени с автоматични карабини, пистолети и гранати, а колоните от жени да се ескортират от 15 есесовци и надзирателки от SS, командвани от подофицер. Командир на целия ескорт е SS-хаупщурмфюреф Рихард Редиг.
На 25 януари в 4:00 часа сутринта всички затворници са събрани на плаца. Тези, които ще бъдат евакуирани, са подредени в колони. Общо в трагичния поход към смъртта потеглят над 11 000 души. Колоните от затворници всеки ден изминават по 20 км, газейки в дълбок сняг при температура –20 °C. Дори тези затворници, които излизат от лагера в относително добра физическа кондиция, не са в състояние да се справят. Пътят им тръгва от Щутхоф и върви на запад, като преминава през селищата: Микошево, Свибно, Цедри Мале, Цедри Велке, Прушч Гдански, Колбуди, Лапино, Нестемпово, Жуково, Пшодково, Помечино. Колоните достигат до последното от изброените селища около 1 февруари. Придвижват се в продължение на 11 дни, през които изминават 120 – 170 км. До крайната точка достигат в значително намален състав – около 7000 души. Половината от 4000, с които намаляват по пътя, са избягали, а останалите са станали жертва на първата фаза от евакуацията – умрели от глад и изтощение, от студ или от жестокото отношение на пазачите. Посочените данни са относителни, тъй като по време на евакуацията никой не прави списъци на починалите. Около 2140 души са погребани в Навч, Рибно и Кремпна Кашубска, а останалите в общи гробове в Пуцк, Вейхерово, Лужино, Стшепч, Жуково, Пренгово, Ленчице, Костково и други, често дори неизвестни места.

### Ситуацията в лагера през периода 26 януари – 23 април 1945 г.
Това че 11 000 затворници и част от SS персонала се евакуира от лагера, само задълбочава царящия там хаос и дезорганизация. Работните маста на евакуираните работници остават празни и това сериозно затруднява функционирането на лагера.
На 30 януари ситуацията в лагера изглежда по следния начин: 6922 затворници (главно жени) в Еврейския лагер, 271 жени и 71 мъже в Стария лагер, 1031 затворници в лагерните болници, 2958 мъже в Новия лагер.
През март съветските военновъздушни сили на няколко пъти бомбардират лагера, тъй като германците са струпали около него много войска и тежки военно оборудване. Затворниците са изпратени в гората, за да строят подземни убежища за персонала на SS. Жертви на бомбардировките стават както затворници, така и цивилно население, намиращо се в лагерните бараки.

### Морска евакуация
Понеже районът на Жулави Вишляне вече е окупиран от съветските войски, затворниците могат да бъдат евакуирани единствено по морски път. Властите на лагера предвиждат три етапа на евакуация. В първия затворниците трябва да стигнат пеша или с влак до устието на Висла, във втория да бъдат превозени до Межея Хелска, а в третия етап да бъдат натоварени на лодки и откарани до Третия райх.
На 25 април в 10:00 часа е проведен апел, но затворниците така и не са преброени. Предполага се, че лагера напускат около 3300 души. На затворниците е раздадена суха храна: половин хляб, четвърт маргарин и парченце изсъхнал колбас. Разделени са на две групи, като първата тръгва пеша, а втората е откарана с влак до Микошево (на немски Nickelswalde). Двете групи се събират на една поляна близо до устието на Висла и остават там за едно денонощие, чакайки по-нататъшния транспорт.
На 27 април от Хел отплуват четири лодки: „Wolfgang“ (около 1000 души), „Vaterland“ (около 1000 души, между които жени и малки деца), третата лодка е с неизвестно име (около 600 души) и четвъртата лодка с жълт флаг, т.нар. „изолатор“ (500 души). Лодките не са приспособени да плават по море и да превозват хора.
По морски път от концлагера в Щутхоф са евакуирани около 5000 затворници, като броят на жертвите по време на евакуация е почти 50 процента. Поради изключително високата смъртност по време на плаването, затворниците наричат лодките „лодки на смъртта“.

## Освобождение
Дивизията на полковник Семьон Ципленков от 48-а Армия на 3-ти Беларуски фронт навлиза на терена на лагера на 9 май 1945 г. При освобождението в лагера са останали около 100 затворници, които не са били евакуирани, а също и няколко десетки хиляди евакуирани в лагера от Източна Прусия и Поможе.
В това число 49 хиляди жени и деца.
Най-много са евреите – около 50 хиляди. От отделните държави най-големи са групите от Полша, Съветския съюз, Унгария и Германия. Има затворници и от други държави, най-вече от Южна Европа. Пристигат и композиции с роми, както и специални транспорти с католически свещеници от Гданск и околните градове. Докарана е също малка група (около 100 души) свидетели на Йехова. В Щутхоф са затворени и извършителите на неуспешния атентат срещу Адолф Хитлер на 20 юли 1944 г.
Част от затворниците работи в самия Щутхоф, друга част е изпратена в различни подлагери. Броят на жертвите се изчислява на около 65 хил. Случва се да има освободени (отнася се за т.нар. възпитателни затворници, изпратени временно в лагера). Има и спорадични опити за бягство, като повечето от тях завършват с неуспех.

## Подлагери
Щутхоф заема централна позиция в сложната система от подлагери и външни отряди, чийто брой се колебае – в зависимост от приетите критерии – между 40 и 110. Затворниците извършват принудителен труд в полза на немски фирми (Deutsche Ausrüstungswerke (DAW), Focke-Wulff, Gerhard Eppe).
През юни 1944 г. е създаден подлагера в Полице – Aussenlager Pölitz (Außenlager Pölitz bei Stettin). Той е един от десетината лагера, обслужващи фабриката за синтетични горива Hydrierwerke Pölitz – Aktiengesellschaft.

## Календар на най-важните събития

### 1939 година
- 2 септември – от лагера във Викторияшул (Victoriaschule) в Щутхоф са преместени около 150 затворници от Гданск. Началник на лагера в Щутхоф става SS-оберщурмфюрер Ерих Густ.
- 3 септември – започва строежът на същинския лагер в Щутхоф. На територията на бъдещия лагер са докарани около 100 свещеника от Гданск.
- 17 септември – в Щутхоф са докарани първите еврейски затворници, арестувани по улиците на Гданск и Гдиня. Септември – създаден е подлагер Мачкови (Aussenstelle Matzkau); затворниците са изпратени на строежа на казармите на SS.
- октомври – в Щутхоф са разстреляни 10 затворници като назидание за бягството на други двама.
- 1 декември – комендант на лагера, който през есента на 1939 г. е наречен Лагер за цивилни пленници Щутхоф (Zivilgefangenenlager), става SS-хаупщурмфюреф Франц Кристофел.

### 1940 година
- 22 март – в гората близо до лагера са разстреляни 67 души.
- 1 април – лагерът в Щутхоф става централен лагер; комендант на лагера става Макс Паули; лагерът е зачислен към групата преходни лагери (Durchgangslager).
- 19 април – работниците за изпратени да строят тухларна; завършва строежът на бараките във втората част на Стария лагер; създава се болницата, работилниците, складът за депозити на затворници, жилищни помещения.
- 6 май – в Щутхоф започва строежът на сградата на комендатурата.
- средата 1940 г. – в лагера са затворени първите жени; настанени са в блок № 1 на Стария лагер.
- 9 юли – от Щутхоф успява да избяга затворникът Марчин Чарнецки.
- Края на 1940 г. – Щутхоф наброява около 1800 – 2000 затворници. В края на 1940 г. началото на 1941 г. на терена на лагера започва строежът на новото караулно, гараж, кучкарник, жилище на коменданта.

### 1941 година
- пролетта – във връзка със строежа на вилата на коменданта в Гдиня-Орлов е създаден подлагер на Щутхоф.
- 1 октомври – името на лагера е сменено със Специален лагер Щутхоф (Sonderlager Stutthof); Щутхоф минава под командването на Гестапо в Гданск.
- 23 ноември – лагерът е посетен от райхсфюрер Хайнрих Химлер.
- 19 декември – Химлер нарежда разширяване на лагера Щутхоф във връзка с плана там да бъдат затворени 20 000 руснаци.

### 1942 година
- 7 януари – Щутхоф е приет от Инспектората на концентрационните лагери в Ораниенбург.
- 8 януари – лагерът е проверен от представители на Главната служба за бюджет и строителство на SS, висши представители на SS и полицията в Гданск.
- 29 януари – лагер Щутхоф е причислен към концентрационни лагери I степен (Stufe I).
- 20 февруари – концентрационен лагер Щутхоф е предаден на разположение на Главно управление за имперска сигурност (RSHA).
- 29 май – в Щутхоф са докарани пет крематориални пещи.
- 3 юли – от Щутхоф са освободени 58 затворници (7 жени и 51 мъже)
- 17 юли – от лагера са освободени 32 затворници (16 жени и 16 мъже).
- 1 септември – комендант на лагера SS-хаупщурмфюреф Паул Вернер Хоппе.
- 1942 – 1943 – създаден е т.нар. Нов лагер. Изградени са 30 нови бараки, 10 от тях са предназначени за работилници на Deutsche Ausrüstungswerke (DAW), една за лавка на затворниците, една за изолатор и една за временна кухня. Берлинската фирма Kori прави две зидани пещи за крематориума.

### 1943 година
- януари – във връзка с бягството на един от затворниците в Щутхоф е проведен апел, продължил 24 часа.
- 1 февруари – в Щутхоф е пусната в действие работилница на DAW.
- 9 април – второ посещение на Алберт Форстер в Щутхоф.
- април – в лагера избухва епидемия от тиф.
- 1 юни – започва населване на Новия лагер;
- 21 септември – в централния лагер е изградена газова камера.

### 1944 година
- 9 януари – норвежките затворници са преместени в специален лагер, наречен Германенлагер (Germanenlager).
- 31 януари – броят на умрелите затворници през януари достига 296.
- 31 март – броят на умрелите затворници през януари достига 363.
- 19 юни – затворниците са накарани да строят фабрика за бензин.
- 29 юни – в Щутхоф пристига влакова композиция с 2502 унгарски еврейки, изпратени от концлагера Аушвиц.
- лятото – затворниците започват да работят в дъскорезницата.
- 7 юли – затворниците работят на територията на военното летище.
- 15 юли – затворниците работят във фабриката за динамит Бранау (Brahnau).
- юли – в западната част на лагера Щутхоф е създаден Специален лагер (Sonderlager); Щутхоф е включен в системата на концентрационните лагери, предназначени да реализират акцията по „окончателното решаване на еврейския въпрос“; започва избиване на хора в газовите камери.
- 13 септември – в Бидгошч е създаден подлагер на Щутхоф (Außenarbeitslager Bromberg-Ost);
- 20 септември – в Елблонг Сточня е създаден подлагер на Щутхоф (Außenarbeitslager Schichau-Werft Elbing); затворниците строят подводници.
- ноември – в Щутхоф избухва епидемия от тиф.
- 3 – 4 декември – изгаря дървената барака на крематориума, намиращ се в централния лагер.
- 26 декември – на втория ден от Рождество Христово на бесилка, поставена до коледната елха, заради саботаж при работа е обесен един поляк.
- 26 декември – започва да функционира, изграденият отново крематориум.
- 29 декември – на този ден са отбелязани 3314 смъртни случая за декември.

### 1945 година
- 12 декември – в Щутхоф пристига последният голям транспорт от около 150 души от Бидгошч.
- 25 януари – комендантът на лагера П. В. Хоппе издава специална заповед (Einsatzbefehl nr 3) за евакуиране на лагера. Започва първият етап от евакуацията – т.нар. поход на смъртта. По маршрута за евакуация потеглят 11 600 затворници.
- 30 януари – в лагера има 33 948 затворници, от тях на територията на Щутхоф пребивават 11 863, а 22 085 са в подлагерите.
- 4 април – комендант П.В. Хоппе напуска лагера заедно с целия си екип. Командването на лагера поема SS-хаупщурмфюреф Паул Иле.
- 25 април – начало на евакуацията по морски път; евакуацията обхваща около 3300 затворници; в лагера са запалени 7 еврейски бараки.
- 27 април – от Щутхоф е евакуирана последната група затворници, около 1000 души, от които в Микошево са разстреляни 70 болни. Лагерът в Щутхоф на практика престава да функционира.
- 30 април – Паул Иле, заедно с екипа си напуска лагера.
- 3 май – въздушна атака на британски самолети над немски кораби; потопени са „Cap Arcona“ i „Thielbeck“, загиват близо 7000 затворници от лагерите в Нойенгаме и Щутхоф.[8]
- 9 май – в Щутхоф влизат съветските войски.[9]

## Следвоенна история

### Процеси срещу персонала на Щутхоф
Щутхоф не попада в обвинителния акт по време на нюрнбергския процес. В периода 25 април – 31 май 1946 г. обаче в Гданск полските и съветски власти водят серия от четири процеса срещу 85 члена от персонала на лагера, включително коменданта и лагерните капо. Издадени са няколко смъртни присъди и наказания от няколко месеца лишаване от свобода до доживотен затвор.
Първият процес се води от Специалния наказателен съд в Гданск от 25 април до 1 юни 1946 г. На подсъдимата скамейка застават:
- един офицер от SS,
- шест надзирателки,
- осем затворници със специални функции.

Съдът издава следните присъди:
SS-оберщурмфюрер Йохан Паул и надзирателките Ванда Клаф, Герда Щайнхоф, Елизабет Бекър, Ева Парадиз и Джени Баркман са осъдени на смърт.
Затворниците със специални функции, оказвали съдействие на офицерите от SS в извършването на геноцид: Йозеф Райтър, Вацлав Козловски, Франчишек Шопински, Тадеуш Копчински и Ян Брайт също получават смъртни присъди.
Тези присъди са публично изпълнени в Гданск на 4 юли 1946 г.
Следващият процес се води от Окръжния съд в Гданск от 8 до 31 октомври 1947 г. Пред съда са изправени 24 офицери от SS и един затворник със специални функции. Началникът на III Подразделение SS-хаупщурмфюреф Теодор Майер, комендантът на еврейския лагер SS-оберщурмфюрер Едвалд Фот, SS-оберщурмфюрер Алберт Паулиц, SS-унтерщурмфюрер Фриц Петерс, SS-оберщурмфюрер Ханс Рах и още няколко офицери са осъдени на смърт. Присъдите са изпълнени.
В процесите срещу престъпниците в лагера съдени общо около 72 офицери от SS и 6 надзирателки – това е само малка част от 2000-те души персонал, които би трябвало да бъдат изправени пред съда.

## Музеят Щутхоф
На територията на лагера в местността Щутово през 1962 г. е създаден Държавен музей Щутхоф, който обхваща запазената част от сградите и съоръженията.